# 俄刻阿尼得斯

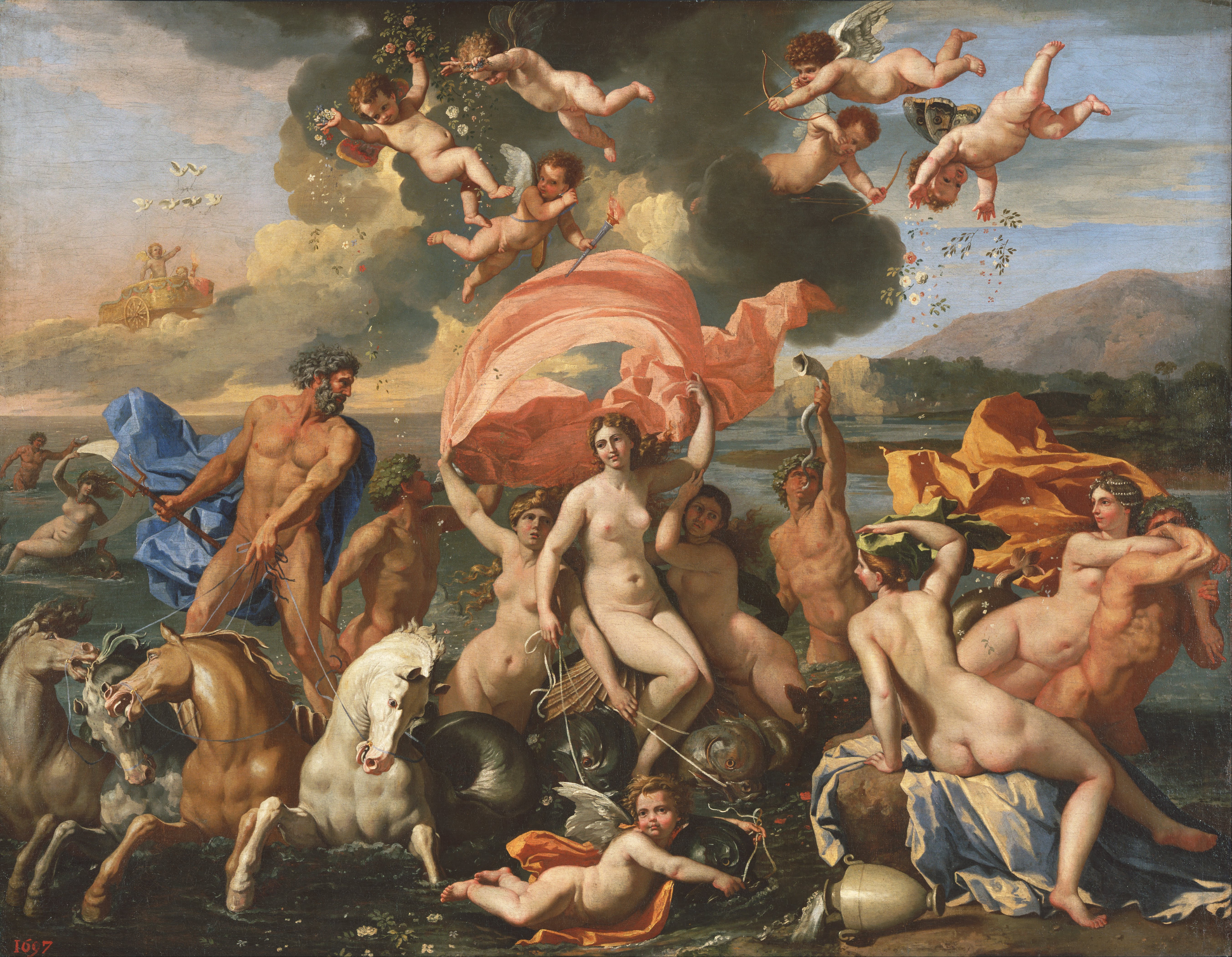
《尼普顿的胜利》中的安菲特里忒以及众水仙，尼古拉·普桑

俄刻阿尼得斯（希腊语：Ὠκεανίδες，即水仙女）希腊神话中提坦神俄刻阿诺斯和忒堤斯的三千个女儿，宁芙女神。她们每一个都代表着某条小溪、河流、水潭、湖泊或者大海，甚至是地下的水体。
俄刻阿诺斯和忒堤斯也有另外三千個兒子， 然而大部分材料都只認為“俄刻阿尼得斯”指的是女兒們，少數一部份才包含兒子們。